# 山梨県道402号鰍沢口停車場線
山梨県道402号鰍沢口停車場線（やまなしけんどう402ごう かじかざわぐちていしゃじょうせん）は、山梨県西八代郡市川三郷町を起点・終点とする一般県道である。

## 概要

### 路線データ
- 起点：山梨県西八代郡市川三郷町黒沢（身延線鰍沢口駅）
- 終点：山梨県西八代郡市川三郷町黒沢（信号無交差点＝山梨県道4号市川三郷富士川線交点）

## 通過する自治体
- 山梨県西八代郡市川三郷町

## 交差・接続する道路
- 山梨県道4号市川三郷富士川線（西八代郡市川三郷町黒沢・信号無交差点）

## 周辺
- 鰍沢口駅